# Hugo Sedláček
Hugo Sedláček (* 19. Februar 1895 in Křivoklát; † 18. Januar 1952 in Prag) war ein tschechoslowakischer Wasserballspieler.

## Karriere
Sedláček stammt aus einer Juristenfamilie. Bereits während seines Studiums in Wien und Genua war er als Mitglied der Vereine Wiener Schwimm-Club Austria und Ligure Waterpolo Club im Wasserballsport tätig. 1919 war er Gründungsmitglied von ČPK Praha. Im Jahr 1920 nahm er an den Olympischen Spielen in Antwerpen teil. Hier erreichte er mit der tschechoslowakischen Nationalmannschaft den elften Rang.